# Zolotoï Yakor (hôtel)
L'hôtel Zolotoï Yakor ou Zalatoï Iakor (en russe: Золотой якорь, en français: l'Ancre d'or; en anglais: Golden Anchor) est situé dans le centre de la ville de Vologda, en Russie. C'est un des symboles architecturaux de la ville.

## Histoire
Le bâtiment a été construit entre 1868 et 1875 par des marchands du nom de Bryzgalov. Durant plusieurs dizaines d'années il resta l'édifice le plus élevé de la ville. Après la révolution de 1917, le propriétaire F. I. Bryzgalov se suicida en se jetant par une fenêtre de l'hôtel.
Durant la période de la guerre civile en Russie (1918-1920), c'est dans ce bâtiment que se réunit l'état-major de l'armée rouge (6e armée) qui conduit les opérations du front Nord. Après la révolution c'est dans ce bâtiment que se tient la bourse du travail et également la rédaction du journal « Le Nord Rouge ». Puis, le bâtiment sert à nouveau d'hôtel, mais sous le nom de « Nord » C'est un monument architectural de signification historique locale.
Actuellement, le bâtiment est utilisé comme hôtel, mais on y trouve également des magasins, des bureaux et des restaurants.

## Galerie

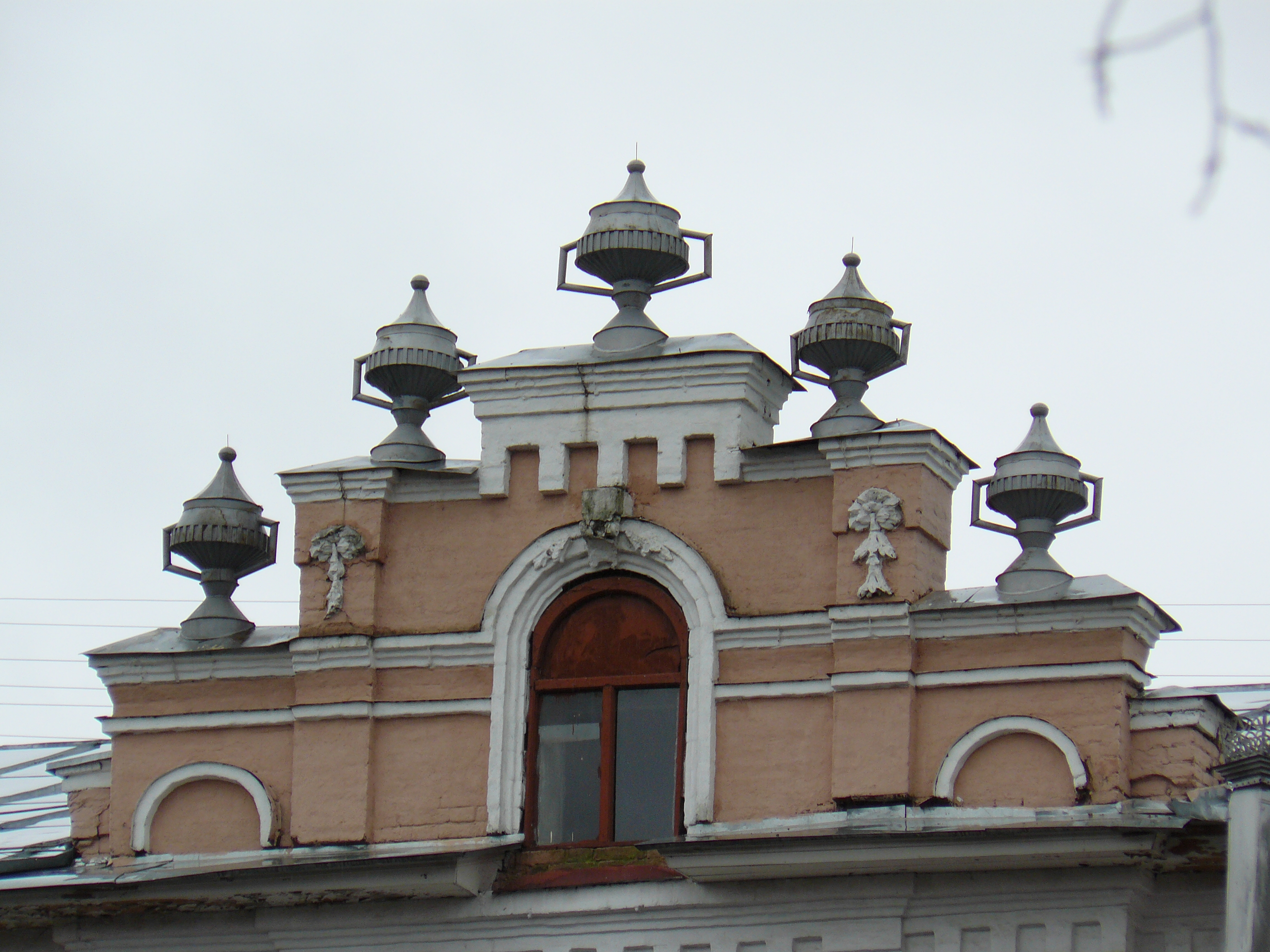
Vases au sommet du toit de l'hôtel
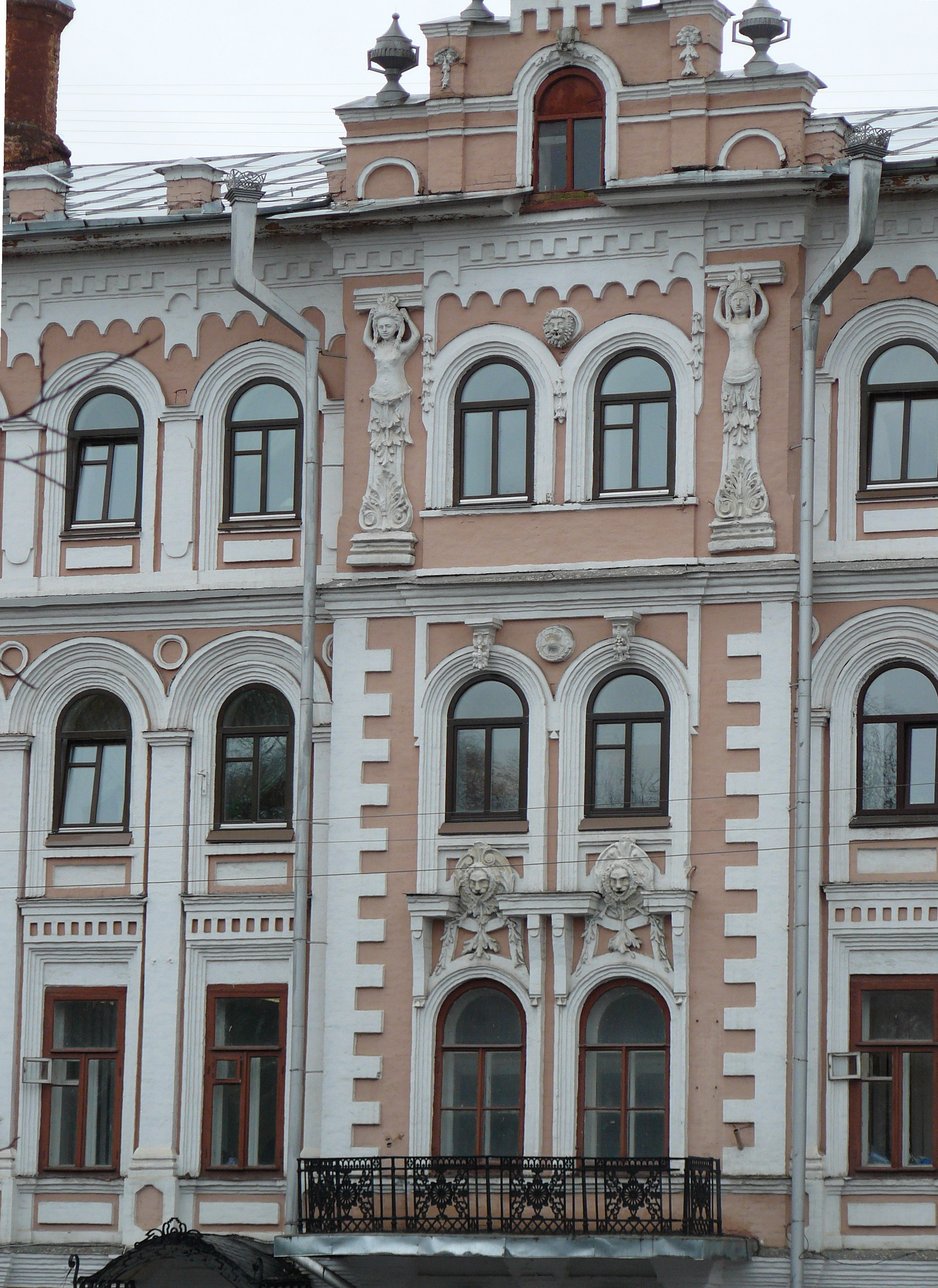
Partie de façade
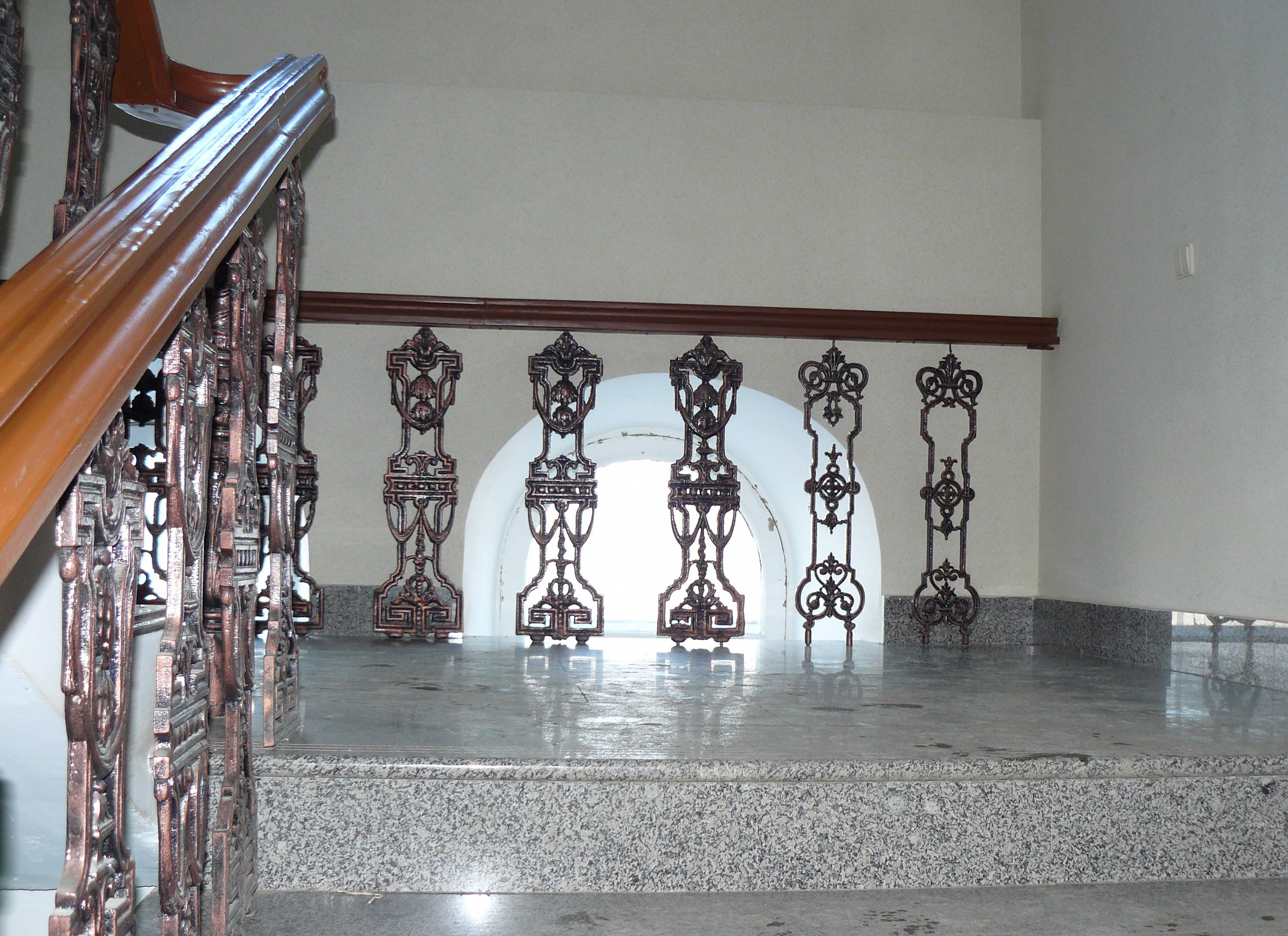
Fenêtre dans l'escalier
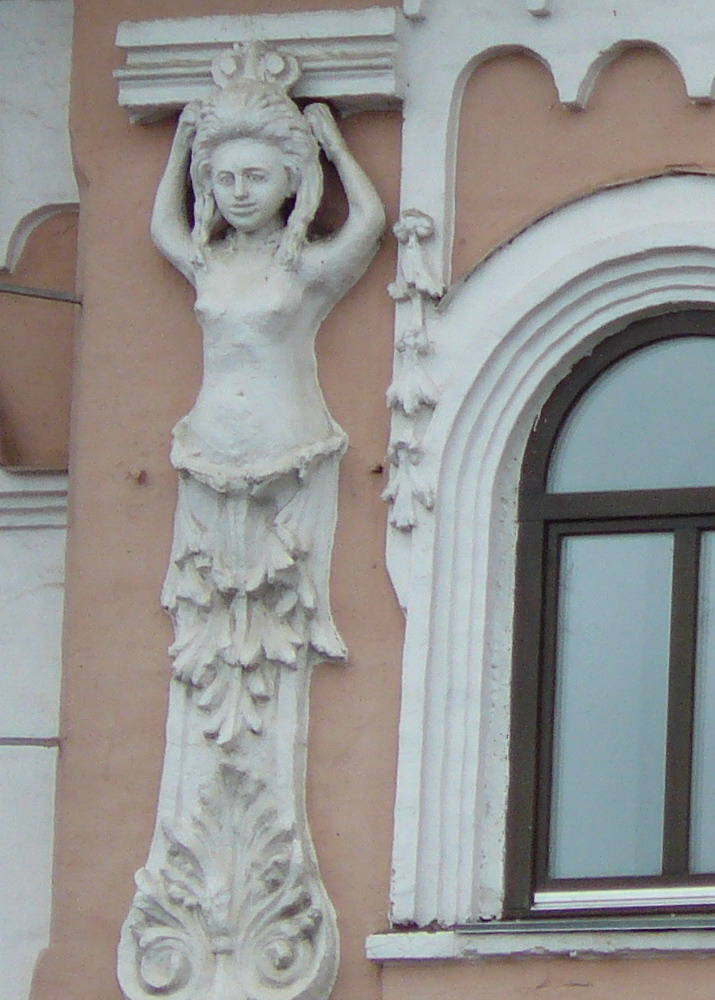
Cariatides en façade